# Parit Bindu
Parit Bindu is een bestuurslaag in het regentschap Langkat van de provincie Noord-Sumatra, Indonesië. Parit Bindu telt 1947 inwoners (volkstelling 2010).